# Trichomoplata tigniferum
Trichomoplata tigniferum är en fjärilsart som beskrevs av Felder 1874. Trichomoplata tigniferum ingår i släktet Trichomoplata och familjen tandspinnare. Inga underarter finns listade i Catalogue of Life.